# Sit vulpí rogenc
El sit vulpí rogenc o sit guineuer rogenc (Passerella iliaca) és una espècie d'ocell de la família dels passerèl·lidss (Passerellidae). Aquesta espècie es considerava l'única del gènere Passerella però diverses poblacions han estat separades en espècies de ple dret (vegeu Taxonomia)

## Descripció
El sit vulpí rogenc és un ocell gros amb una longitud de 15-19 cm, una envergadura de 27 cm i un pes mitjà de 32 grams. El cap és de color gris amb orelles vermelloses. La gola és blanca amb una franja lateral de color vermellós a cada costat. El bec inferior és groc mentre que la part superior passa del groc a la part inferior al negre a la part superior. El pit té ratlles marrons vermelloses amb una taca central desordenada. Les ratlles continuen pels flancs però el ventre és generalment blanc. La combinació de diferents franges vermelloses i grises al dors és diagnòstica. Els sexes són morfològicament semblants.
El sit vulpí rogenc més vell registrat tenia almenys 10 anys i 4 mesos d'edat quan es va tornar a capturar i es va tornar a alliberar durant les operacions d'anellament a Califòrnia l'any 2003, el mateix estat on es va capturar per primera vegada.

## Distribució geogràfica
La variació geogràfica d'ambdues subespècies és menor en comparació amb la variació individual, tant en la morfologia com en les mostres de dades moleculars. Passerella iliaca zaboria es diferencia de la subespècie nominal, Passerella iliaca iliaca, només per tenir normalment el cap més gris i una franja malar més marró. La distinció morfològica entre les subespècies no és pronunciada i els ocells no són residents durant tot l'any; per tant, la identificació positiva dins del complex del sit vulpí rogenc sovint no és possible al camp, almenys en algunes regions.
No obstant això, les poblacions ocupen diferents rangs, aparentment —fins on es poden distingir— amb només una petita franja de superposició. La zona de contacte és aproximadament l'àrea entre els rius Nelson i el baix Churchill, Manitoba, a l'estiu. A l'hivern, el riu Mississipi i els estats nord-americans d'Alabama i Geòrgia marquen el límit aproximat entre les àrees de distribució de la subespècie. P. i. iliaca es troba des del sud de Wisconsin i Ontario a l'est fins a Massachusetts i després al llarg de la costa al nord fins al sud del Canadà; s'estén al sud fins al golf de Mèxic i el nord de Florida, mentre que P. i. zaboria es troba des del sud-est de Minnesota fins a les Grans Planes, al sud fins a Texas i a l'est fins a la zona de superposició esmentada anteriorment.

## Reproducció i nidificació
El sit vulpí rogenc es reprodueix en una àmplia banda que s'estén per l'hàbitat principalment de la taigà, des de Terranova fins al nord d'Alaska. Els hàbitats de reproducció preferits són els densos matolls de salze i verns, així com els aiguamolls d'avet roig i avet blanc
El mascle canta a la primavera per defensar el territori de nidificació, pot ser agressiu amb els intrusos d'altres espècies així com la seva. El niu (probablement construït per la femella) és una copa oberta feta d'herba, males herbes, molsa, folrada d'herba fina i seca. Els nius construïts sobre terra solen ser més grans i voluminosos, amb més branques utilitzades a les parets exteriors.
Poden niar a terra o als arbustos i arbres. Normalment fan el niu a menys de 2 metres del terra. La posta està formada per 3-5 ous de color que va del blau pàl·lid a verd pàl·lid amb taques gruixudes de marró. La incubació dura entre 12 i 14 dies. Els ous són incubats majoritàriament per la femella encara que ambdós sexes alimenten les cries. Els ocells joves són altricials i volen passats 9 o 11 dies.

## Hivernada i migració
El sit vulpí rogenc hiverna a l'Amèrica del Nord temperada i subtropical; al nord dels Estats Units i al sud del Canadà sovint només s'aturen en la seva migració més al sud. La migració de primavera comença al voltant de febrer i a principis de maig gairebé tots els ocells han tornat als llocs de cria. A la tardor, cap a principis d'octubre, comencen a moure's cap al sud i a mitjans de novembre, només els més retardats encara romanen al nord.
S'ha vist individus divagants a Groenlàndia, Islàndia, Irlanda, Alemanya i Itàlia. Alguns d'aquests ocells probablement van fer part del viatge transatlàntic en vaixell, després d'aterrar per descansar en un vaixell lluny de la costa.

## Taxonomia
Anteriorment en aquesta espècie s'incloïen totes les poblacions del gènere, però en 2003, estudis genètics demostraren que es tractava d'un complex d'espècies críptiques que s'havia de dividir. Es van escindir com a tres espècies separades les subespècies de l'oest i centre nord amèrica.
En l'actualitat es reconeixen dues subespècies de P. iliaca:
- P. iliaca iliaca (Merrem, 1786) - nord-oest i centre d'Alaska i oest de Canadà.
- P. iliaca zaboria (Oberholser, 1946) - centre i est de Canadá.

## Sistemàtica
La revisió de Zink & Weckstein (2003), que va afegir el citocrom b d'ADNmt, la subunitat 2 i 3 de la NADH deshidrogenasa i la seqüència de bucle D, va confirmar els quatre "grups de subespècies" del sit vulpí descrits inicialment d'una forma limitada per la comparació d'haplotips d'ADNmt (Zink 1994). Probablement s'haurien de reconèixer com a espècies separades, de fet ja hi ha autors que les han dividit, d'altres ho han ajornat per a una anàlisi posterior de la hibridació. Eren d'interès particularment les zones de contacte entre el sit vulpí pissarós i el sit vulpí becgròs, que només són poc diferents morfològicament; es va trobar que els altres grups eren diferents molt abans. Un estudi posterior del genoma nuclear, utilitzant microsatèl·lits, va mostrar una separació similar entre els quatre grups.
Les dades moleculars combinades no poden resoldre la interrelació dels grups de subespècies i de les subespècies d'aquests, però ajuden a confirmar la distinció del grup de sit vulpí becgròs. La biogeografia indica que les poblacions costaneres probablement durant una època de glaciació es van aïllar en la serralada de les Muntanyes Rocoses però això tampoc és molt útil per resoldre els problemes restants de diversitat dins del grup i relacions intergrupals.
En resum es pot dir que les principals autoritats taxonòmiques actualment difereixen en el tractament del complex del sit vulpí. La Llista d'ocells del món de l'IOC/Birds of the World: Recommended English Names, la BirdLife International o l'ITIS tracten cadascun dels quatre grups de subespècies com una espècie separada, mentre que eBird/The Clements Checklist of Birds of the World o el The Howard and Moore Complete Checklist of the Birds of the World actualment tracten el complex com una sola espècie.